# Alsjanka (vattendrag i Belarus)
Alsjanka (belarusiska: Альшанка) är ett vattendrag i Belarus.   Det ligger i voblasten Hrodna voblast, i den nordvästra delen av landet, 90 kilometer väster om huvudstaden Minsk.
I omgivningarna runt Alsjanka växer i huvudsak blandskog. Runt Alsjanka är det glesbefolkat, med 18 invånare per kvadratkilometer.